# Fort-Desaix (Soudan du Sud)
Pour les articles homonymes, voir Fort_Desaix.
Fort-Desaix est une localité du Soudan du Sud dans l'État du Bahr el Ghazal occidental.

## Localisation
Fort-Desaix est située à la confluence des rivières de l'Ouaou et du Soueh, à une trentaine de kilomètres au nord-est de la ville de Wau, capitale du Bahr el Ghazal occidental.

## Histoire
Fort-Desaix a été créée et baptisée lors de la mission Marchand. 